# Édgar Delgado
Édgar Delgado Jiménez (nacido el 9 de enero de 1989) es un artista marcial mixto costarricense que actualmente compite en la división de peso pluma de LUX Fight League, donde es el actual campeón de peso pluma de LUX.

## Carrera de artes marciales mixtas

### Carrera temprana
Delgado inició su carrera a nivel amateur en noviembre de 2012, manteniendo un invicto de 5-0 antes de saltar al profesionalismo en septiembre de 2013.
En 2014, debutó como profesional en la promoción Center Real Fights de su natal Costa Rica, acumulando tres victorias y dos derrotas. 

### LUX Fight League
Delgado firmó con la promoción mexicana LUX Fight League un contrato de múltiples peleas. Sin embargo, fue derrotado por Miguel Villegas en su debut en LUX 012, aunque logró la victoria en sus siguientes dos combates.
El 26 de mayo de 2022, Delgado se enfrentó a Sergio Cossio por el vacante Campeonato de Peso Ligero de LUX en LUX 022. Sin embargo, no logró consagrarse tras perder por KO en el primer asalto.

#### Campeonato de Peso Pluma de LUX
Delgado fue programado para enfrentarse a Emmanuel Rivero el 11 de agosto de 2023 en LUX 035. Ambos se enfrentaron por el Campeonato de Peso Pluma que se encontraba vacante; allí, Delgado noqueó a su rival en el tercer asalto convirtiéndose en el nuevo campeón de la división.
La primera defensa titular de Delgado fue ante Francesco Patron el 2 de febrero de 2024 en LUX 039, ganando la pelea por un paro médico ya que Patron no pudo continuar.
Delgado se enfrentó a José Alberto Quiñónez el 28 de junio de 2024 en LUX 043, reteniendo nuevamente el título tras someter a Quinónez con un heel hook en el primer asalto.
Delgado se enfrentó a Alejandro Corrales el 29 de noviembre de 2024 en LUX 048. Ganó la pelea por sumisión en el cuarto asalto.

## Campeonatos y logros
- LUX Fight League
  - Campeonato de Peso Pluma de LUX (Una vez; actual)
  - Reinado más largo de campeón de peso pluma en la historia de LUX
  - Mayor número de victorias en la historia de la división de peso pluma de LUX (7)
  - Segunda sumisión más tardía en la historia de LUX (2:59 en el cuarto asalto) vs. Alejandro Corrales
  - Segunda sumisión más tardía en una pelea titular en la historia de LUX (2:59 en el cuarto asalto) vs. Alejandro Corrales

## Récord en artes marciales mixtas
| Récord profesional | Récord profesional | Récord profesional |
| 21 peleas          | 15 victorias       | 6 derrotas         |
| ------------------ | ------------------ | ------------------ |
| Nocaut             | 6                  | 1                  |
| Sumisión           | 4                  | 0                  |
| Decisión           | 5                  | 5                  |

| Resultado | Récord | Oponente                   | Método                      | Evento              | Fecha                   | Ronda | Tiempo | Localización             | Notas                                            |
| --------- | ------ | -------------------------- | --------------------------- | ------------------- | ----------------------- | ----- | ------ | ------------------------ | ------------------------------------------------ |
| Victoria  | 15–6   | Alejandro Corrales         | Sumisión (rear-naked choke) | LUX 048             | 29 de noviembre de 2024 | 4     | 2:59   | Monterrey                | Defendió el Campeonato de Peso Pluma de LUX.     |
| Victoria  | 14–6   | José Alberto Quiñónez      | Sumisión (heel hook)        | LUX 043             | 28 de junio de 2024     | 1     | 4:18   | Zacatecas                | Defendió el Campeonato de Peso Pluma de LUX.     |
| Victoria  | 13–6   | Francesco Patron           | TKO (lesión de rodilla)     | LUX 039             | 2 de febrero de 2024    | 3     | 4:03   | Cholula de Rivadavia     | Defendió el Campeonato de Peso Pluma de LUX.     |
| Victoria  | 12–6   | Emmanuel Rivero            | TKO (golpes)                | LUX 035             | 11 de agosto de 2023    | 3     | 4:39   | Monterrey                | Ganó el vacante Campeonato de Peso Pluma de LUX. |
| Victoria  | 11–6   | Víctor Moreno              | Decisión (unánime)          | LUX 032             | 19 de mayo de 2023      | 3     | 5:00   | Guadalajara              |                                                  |
| Victoria  | 10–6   | Walter Reyes               | Sumisión (armbar)           | LUX 027             | 14 de octubre de 2022   | 1     | 4:43   | Puebla                   |                                                  |
| Derrota   | 9–6    | Sergio Cossio              | KO (golpe)                  | LUX 022             | 26 de mayo de 2022      | 1     | 4:59   | Ciudad de México         | Por el vacante Campeonato de Peso Ligero de LUX. |
| Victoria  | 9–5    | Dumar Roa                  | TKO (golpes)                | INF 5               | 12 de marzo de 2022     | 2     | 3:18   | Heredia                  |                                                  |
| Derrota   | 8–5    | Alejandro Martínez         | Decisión (dividida)         | LUX 019             | 10 de diciembre de 2021 | 3     | 5:00   | Ciudad de México         |                                                  |
| Victoria  | 8–4    | Luis Enrique Espinoza      | KO (golpe)                  | Mandarina Fights 21 | 3 de octubre de 2021    | 1     | 0:45   | San José                 |                                                  |
| Victoria  | 7–4    | Antonio Ramírez            | Decisión (unánime)          | LUX 015             | 6 de agosto de 2021     | 3     | 5:00   | Monterrey                |                                                  |
| Derrota   | 6–4    | Miguel Villegas            | Decisión (dividida)         | LUX 012             | 12 de marzo de 2021     | 3     | 5:00   | Monterrey                |                                                  |
| Victoria  | 6–3    | Alejandro Solano Rodríguez | Decisión (unánime)          | Mandarina Fights 20 | 15 de febrero de 2020   | 3     | 5:00   | San Pablo                |                                                  |
| Victoria  | 5–3    | Jordan Beltrán             | Decisión (unánime)          | Crixus MMA 05       | 6 de diciembre de 2019  | 3     | 5:00   | Guadalajara              |                                                  |
| Victoria  | 4–3    | Rafael Murillo Morera      | TKO (golpes)                | CRF 32              | 12 de abril de 2019     | 1     | 3:35   | San Isidro de El General |                                                  |
| Derrota   | 3–3    | Carlos Calvo Calvo         | Decisión (unánime)          | CRF 31              | 15 de noviembre de 2018 | 3     | 5:00   | San Isidro de El General |                                                  |
| Victoria  | 3–2    | José Calvo                 | Decisión (dividida)         | Calvo Promotions 9  | 17 de marzo de 2016     | 3     | 5:00   | San José                 |                                                  |
| Victoria  | 2–2    | Adrián González Calderón   | Sumisión (armbar)           | CRF 17              | 18 de julio de 2015     | 2     | 4:10   | San José                 |                                                  |
| Derrota   | 1–2    | Allen Marin                | Decisión (unánime)          | CRF 14              | 20 de noviembre de 2014 | 3     | 5:00   | San José                 |                                                  |
| Derrota   | 1–1    | Daniel Salas               | Decisión (unánime)          | CRF 11              | 12 de junio de 2014     | 3     | 5:00   | San José                 |                                                  |
| Victoria  | 1–0    | Frank Bloise               | TKO (golpes)                | Panama Fight League | 3 de abril de 2014      | 1     | 2:00   | Ciudad de Panamá         |                                                  |